# Jiujiang
Jiujiang is een stad in de gelijknamige prefectuur in het noorden van de zuidelijke provincie Jiangxi, Volksrepubliek China. bij de volkstelling van 2020 had de stad 957.424 inwoners, de gehele prefectuur had 4.600.276 inwoners.
In de stad bevindt zich de grote staalfabriek van Jiujiang Steel. Deze behoort thans tot de Fangda Steel-staalgroep.